# 栃木県道279号大桑大沢線
栃木県道279号大桑大沢線（とちぎけんどう279ごう おおくわおおさわせん）は、栃木県日光市内を通過する一般県道である。

## 概要

### 路線データ
- 総延長：8.772km（旧道区間を除く）[1]
- 実延長：8.712km（旧道区間を除く）[1]
- 起点：栃木県日光市大桑町（轟工業団地入口交差点＝国道121号・国道352号交点）
- 終点
  - 新道：栃木県日光市大沢町（水無交差点＝国道119号交点）
  - 旧道：栃木県日光市大沢町（大室入口交差点＝国道119号交点）
- 認定：1974年（昭和49年）3月29日

## 歴史

### 年表
- 1974年（昭和49年）3月29日 - 一般県道として認定。

## 路線状況

### 交通量
24時間自動車類交通量（台/日）
- 日光市大室870-4地先：8,867

## 地理

### 通過する自治体
- 栃木県
  - 日光市

### 交差する道路
| 交差する道路                         | 交差する道路                         | 交差点名 | 交差点名       |
| ------------------------------------ | ------------------------------------ | -------- | -------------- |
| 国道121号・国道352号（大桑バイパス） | 国道121号・国道352号（大桑バイパス） | 日光市   | 轟工業団地入口 |
| 国道461号（日光北街道）              | 国道461号（日光北街道）              | 日光市   | 轟             |
|                                      |                                      | 日光市   | 針貝           |
| 県道62号今市氏家線                   | 県道62号今市氏家線                   | 日光市   | 大室           |
| 国道119号水無バイパス                | 国道119号水無バイパス                | 日光市   | 水無           |
| 国道119号（日光街道）                | 国道119号（日光街道）                | 日光市   | （大沢町地内） |
| 杉ノ沢方面                           |                                      |          |                |